# عرب الرواشدة
عرب الرواشدة إحدى قرى مركز طوخ التابع لمحافظة القليوبية بجمهورية مصر العربية.

## السكان
بلغ عدد سكان عرب الرواشدة 4,671 نسمة، حسب الإحصاء الرسمي لعام 2006.